# Hiërapolis (Frygië)

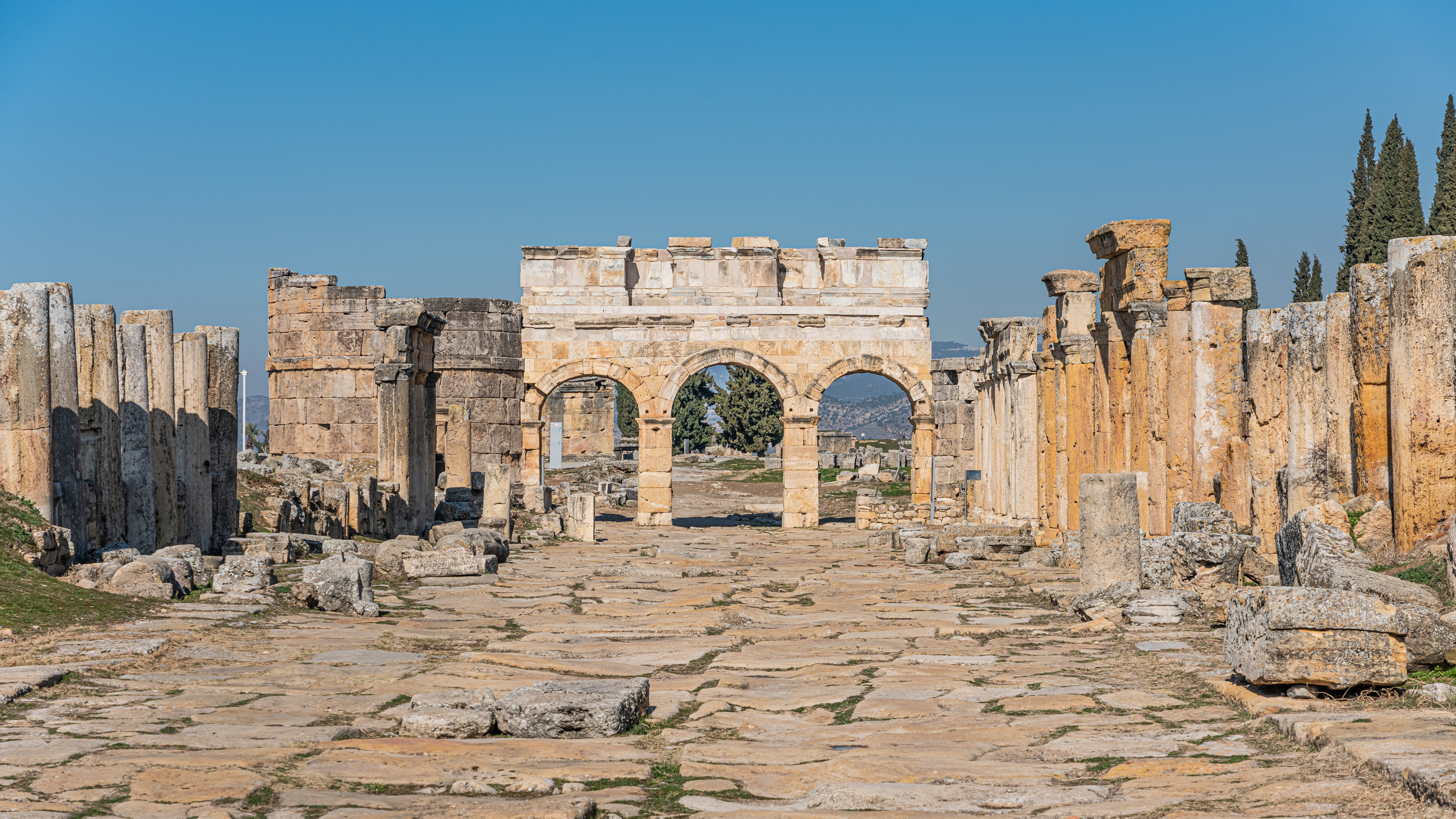
Hoofdstraat van Hiërapolis

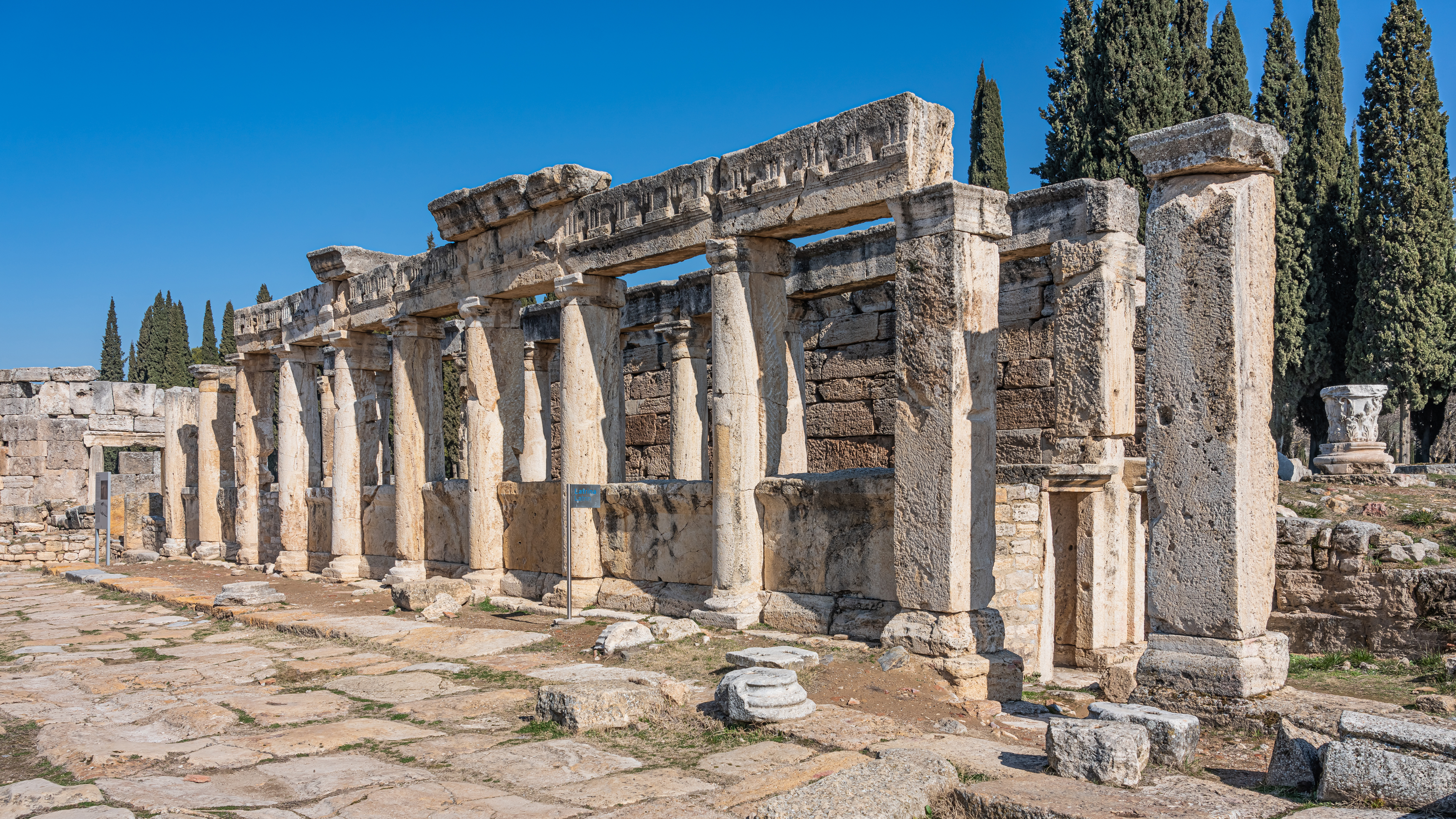
Openbare toiletten aan de hoofdstraat van Hiërapolis

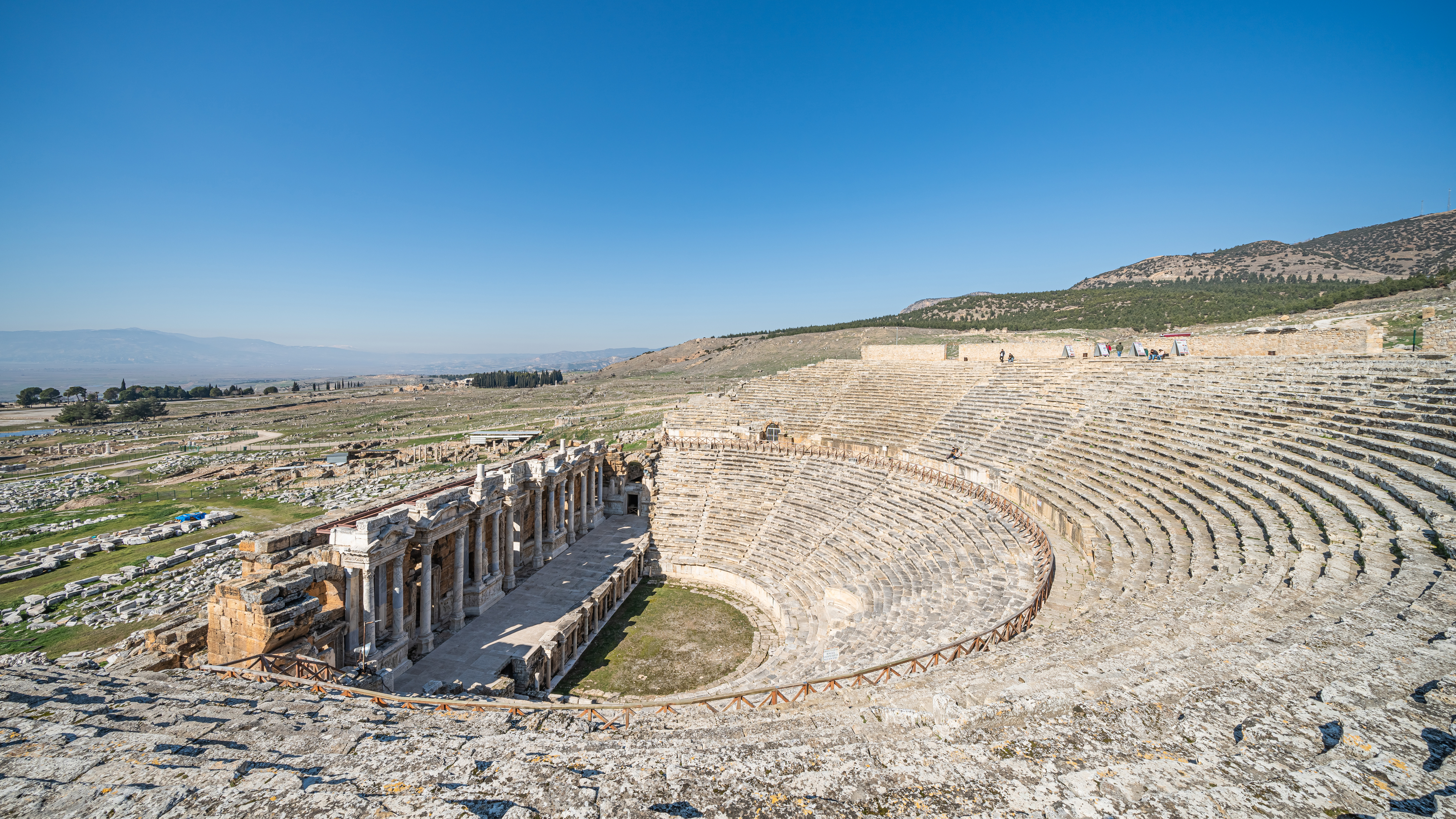
Het theater van Hiërapolis

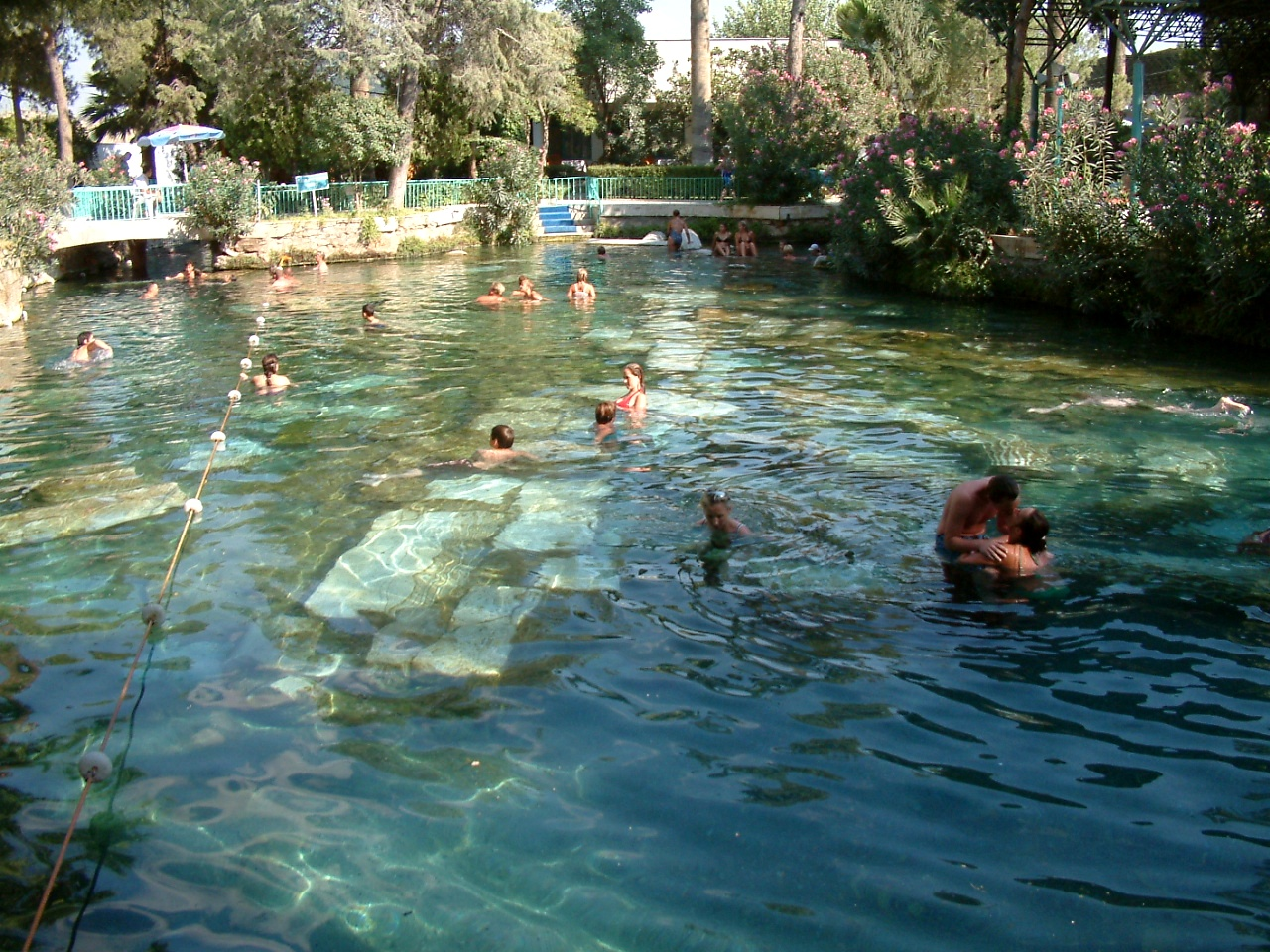
Zwemmen tussen de ruïnes in de warmwaterbron

Hiërapolis en het nabijgelegen Pamukkale zijn twee archeologische vindplaatsen liggend ten noorden van Denizli in Turkije. Het is een bekend opgravingsgebied. De opgravingen gebeuren door Italianen.

## Thermenstad
Kalk- en koolzuurhoudend water stroomt uit de warmwaterbronnen. Het water heeft een temperatuur vanuit de bron van 35 °C en bij het afkoelen zetten zich kalkachtige bestanddelen af. Het sterk kalkhoudende water loopt er via een groot aantal terrassen van een helling. Uit het warme water (35°) slaat calciumcarbonaat neer en zo worden dikke pakketten kalk langs de terrassen afgezet en worden de witte terrassen gevormd. Op deze manier krijgt de helling naast Hiërapolis een bijzonder uitzicht: het lijkt op een kasteel van katoen of op een bevroren waterval. Hiërapolis is samen met Pamukkale een toeristische plaats en is opgenomen in de UNESCO-Werelderfgoedlijst als Hierapolis Pamukkale.

## Geschiedenis
De stad werd in het jaar 190 v.Chr. gesticht door koning Eumenes II van Pergamon, die de stad noemde naar Hiera, de vrouw van Telephus, stichter van Pergamon.
In de oudheid stond de stad hoofdzakelijk onder Romeinse invloed. De belangrijke Stoïsche filosoof Epictetus werd er in 55 na Chr. in slavernij geboren. Hij beïnvloedde een aantal Romeinse keizers, vooral Marcus Aurelius, met zijn denkbeelden over innerlijke vrijheid en geestkracht.
De bouwwerken in Hiërapolis zijn voornamelijk in Romeinse stijl opgetrokken. Het was een Romeinse toeristenplaats. Men kwam van ver naar de thermale bronnen van Pamukkale. Hiërapolis werd een stad gericht op ontspanning, met een theater, een tempel gewijd aan Apollon, een arcaden-boulevard en een typisch Romeinse marktplaats (forum). Maar door de vele aardbevingen in het gebied heeft Hiërapolis zich nooit volledig kunnen ontwikkelen.
Onder Byzantijnse invloed heeft de stad nog een tweede bloeiperiode gehad. Met de komst van het christendom kreeg Hiërapolis een bisschopszetel en werd er een basiliek gebouwd, en het bekende "Octagon", een achthoekige kerk waar Filippus de evangelist begraven ligt.
Het gebied rond Hiërapolis was rijk aan marmer van goede kwaliteit. Dit was voor de stad een belangrijke bron van inkomsten. Het marmer is zelfs in de "Hagia Sophia" in Istanboel gebruikt.
Na de zware aardbeving van 1354 was de stad volledig verwoest en dat was het einde van haar geschiedenis.
In de richting van het hedendaagse Denizli lag Laodikeia (aan de Lycus; Grieks: Λαοδίκεια έπι Λύκωι), dat bekend is uit de Bijbel. (In de Openbaring in de Bijbel is Laodikeia een van de zeven christelijke gemeenten in Klein-Azië)

## Bezienswaardigheden
- Theater is nog steeds in gebruik
- Thermen; de Romeinse thermen zijn nu een museum en men kan er gedeeltes van de oude stadsmuren en ruïnes van de tempels bezichtigen.
- Necropolis; de belangrijkste bezienswaardigheid in Hiërapolis is de omvangrijke necropool, de best bewaarde begraafplaats uit de Romeinse tijd. Deze dodenstad telt 1200 graven van de meest uiteenlopende graftypes. Helaas zijn deze flink beschadigd door de vele aardbevingen.
- Zwembad. Het is mogelijk om te zwemmen in het warme water tussen de oude stenen.

## Poort naar de onderwereld
Bij Strabo, Cassius Dio, Damascius en Plinius de Oudere zijn beschrijvingen te vinden van het Ploutonion, een 'poort naar de onderwereld' die in de oudheid een bekende attractie was van Hiërapolis. Bij een grot was een Plutotempel gebouwd en een tribune waar toeschouwers konden plaatsnemen. De Galli, gecastreerde priesters van Cybele, liepen ongehinderd rond in de verboden zone terwijl de offerdieren bezweken aan de giftige dampen die uit de grot kwamen. Bezoekers konden vogels en andere dieren kopen om zelf in de helledampen te offeren. Het heiligdom communiceerde met de Apollotempel, waar orakels werden gegeven.
In de christelijke tijd werd de grotingang achter een muur verborgen. Archeologen uit Salento legden het heiligdom in 2011 terug bloot nadat ze doodvallende vogels hadden opgemerkt. Ze troffen een nauwe trap aan naar een onderaardse kamer waar warm water stroomde dat giftige gassen afgaf. Een analyse uit 2018 wees uit dat het voornamelijk om geogenisch CO2 ging, dat vrijkwam door een breuklijn. Aangezien dit gas zwaarder is dan lucht, stierven de stieren terwijl de priesters het hoofd hoog genoeg hielden. In de grot zelf liep de CO2-concentratie op tot 91%, zodat overleven enkel mogelijk was door de adem in te houden of kennis te hebben van de zeldzame 'luchtbellen'.

## Voetnoten
1. ↑  Geographika, 13.4.14
2. ↑  Naturalis historiae, 2.95
3. ↑  H. Pfanz, G. Yüce, A.H. Gulbay e.a., Deadly CO2 gases in the Plutonium of Hierapolis (Denizli, Turkey), in: Archaeological and Anthropological Sciences, 2018, p. 1-13
4. ↑  Ancient Roman 'Gate to Hell' Killed Victims With This Deadly Lake, Science Alert, 19 februari 2018. Gearchiveerd op 21 maart 2023.

- Gemeinsame Normdatei: 4089225-6
- Library of Congress Control Number: sh87006716
- Nationale Bibliotheek van Letland: 000298656
- Nationale Bibliotheek van Tsjechië: ge798386
- Nationale Bibliotheek van Israël: 987007534363805171
- Virtual International Authority File: 8238165326460816290001

Nationaal park Göreme en de rotsen van Cappadocië ·
Grote Moskee en Hospitaal van Divrigi ·
Historische gebieden van Istanboel ·
Hattusha, hoofdstad van de Hittieten ·
Nemrut Dağı · 
Hierapolis en Pamukkale · 
Xanthos-Letoon ·
Safranbolu ·
Archeologisch Troje ·
Selimiye-moskee en zijn sociaal complex ·
Site van Çatal Hüyük ·
Bursa en Cumalıkızık: de geboorte van het Ottomaanse Rijk ·
Pergamon en zijn veelgelaagde cultuurlandschap ·
Cultuurlandschap van het Fort van Diyarbakır en de tuinen van Hevsel ·
Efeze ·
Archeologische site van Ani·
Aphrodisias ·
Göbekli Tepe ·
Tell van Arslantepe